# Jean-Luc Godard
Jean-Luc Godard [žãlük goda:r] (3. prosince 1930 Paříž, Francie – 13. září 2022 Rolle, Švýcarsko) byl francouzský režisér, herec, producent a scenárista. Byl jedním z hlavních aktérů hnutí francouzské nové vlny (tzv. Nouvelle vague) a rovněž jedním z nejznámějších a nejuznávanějších francouzských režisérů vůbec. Proslavil se především experimentováním s filmovou formou a filmově esejistickou tvorbou. Byl také filmovým kritikem a filmovým teoretikem s radikálními názory.

## Život
Godard začal svou kariéru v 50. letech jako filmový kritik pro časopis Cahiers du cinéma, často společně s ostatními kritiky André Bazinem, Françoisem Truffautem, Ericem Rohmerem a dalšími navštěvoval filmová představení ve francouzské cinematéce (Cinémathèque française). Zde se často setkávali při horečnatých diskusích s ostatními kritiky, ale také s tehdejším ředitelem cinematéky Henri Langloisem. Již během své dráhy filmového kritika působil jako nesmlouvavá, ale respektovaná osobnost. Jako kritik výrazně vystupoval proti tendencím tzv. tradice kvality, francouzským klasickým filmům, naopak se obracel často k protežovaným tvůrcům, jakými byli Orson Welles, William Wyler nebo Alfred Hitchcock. Od roku 1960 do roku 2018 natočil řadu významných snímků. Godard zemřel v roce 2022 po několika letech tvůrčí odmlky. Rozhodl se v 91. letech pro dobrovolný asistovaný odchod kvůli mnoha vážným nemocem.

## Tvorba
Záhy začal natáčet krátké filmy na 16 mm film: Opération Béton (Operace Beton, 1954), dokument o stavbě přehrady Grande Dixence ve Švýcarsku, Une femme coquette (Koketní žena, 1955), inspirovaný tvorbou Guy de Maupassanta, Une histoire d'eau (Příběh o vodě, 1958), kterou sestříhal ze snímků natočených Françoisem Truffautem, a nakonec Charlotte et son Jules (1958).
V roce 1959 přešel k celovečerním filmům. Film U konce s dechem se setkal s velkým úspěchem a stal se jedním z prvních filmů francouzské nové vlny. V roce 1960 Godard natočil filmy Vojáček o alžírské válce, a Žena je žena, filmovou poctu muzikálu. Poté režíroval film Žít svůj život (1962), film o mladé ženě, která se prostituuje, Les Carabiniers (1963), další film o válce, a Pohrdání (1963) o světě kinematografie. Pokračoval v roce 1964 filmy Banda pro sebe a Vdaná žena. V roce 1965 režíroval sci-fi film Alphaville a poté film Bláznivý Petříček, považovaný mnoha odborníky za jeho mistrovské dílo. Dalšími filmy byly v roce 1966 Masculin féminin, Made in U.S.A. a 2 ou 3 choses que je sais d'elle (1966), ve kterém se opět zabýval tématem prostituce, a v roce 1967 La Chinoise a Week End.
Godard se v té době stal prvořadým filmařem a vůdčí osobností uměleckého světa a inteligence. V roce 1968 po květnových událostech, předvídaných v některých z jeho dřívějších filmů, se se světem filmu na čas rozloučil, věnoval se především avantgardní video-tvorbě a politickému aktivismu. Vrátil se až na přelomu 80. let s filmem Zachraň si, kdo můžeš (život). Koncem šedesátých let spolu s příklonem k radikálním, zejména maoistickým myšlenkám sociální revoluce, založil společně s Jean-Pierrem Gorinem skupinu Dziga Vertov Group.
Od konce 80. let se věnoval cyklu filmových esejů Histoire(s) du cinema (Dějiny kinematografie), který dokončil v roce 1998. V roce 2000 pokračoval ve své práci filmy Éloge de l'amour (Chvála lásky, 2001), Notre musique (Naše hudba, 2004) a Socialismus (2010).
Jean-Luc Godard získal řadu ocenění: mimo jiné na Berlínském festivalu Zlatého medvěda v roce 1965 za film Alphaville a také dva Stříbrné medvědy (za nejlepší režii v roce 1960 za film U konce s dechem a Mimořádného stříbrného medvěda v roce 1961 za Žena je žena). Získal také Čestného Zlatého lva v roce 1982 na filmovém festivalu v Benátkách a Zlatého lva za nejlepší film za Křestní jméno Carmen v roce 1983. V roce 2014 mu byla udělena Cena poroty v Cannes za Sbohem jazyku. V roce 2010 obdržel čestného Oscara za celoživotní dílo.

## Citát
| „                                     | Z natáčení probíhajícího bez problémů většinou vznikne naprosto příšerný film. Ve hře je příliš mnoho věcí, příliš mnoho žen, příliš peněz, příliš historek, příliš zákonů, příliš snů, příliš kalkulace, příliš zapomnění. Právě to mají lidi rádi. | “ |
| — Jean-Luc Godard – Texty a rozhovory | |   |

## Filmografie

### Režie
- 1959 U konce s dechem (À bout de souffle)
- 1961 Žena je žena (Une femme est une femme)
- 1962 Žít svůj život (Vivre sa vie)
- 1963 Karabiníci (Les Carabiniers)
- 1963 Vojáček (Le Petit soldat)
- 1963 Pohrdání (Le Mépris)
- 1964 Banda pro sebe (Bande à part)
- 1964 Vdaná žena (Une femme mariée, fragments d'un film tourné en 1964 en noir et blanc)
- 1965 Alphaville (Alphaville, une étrange aventure de Lemmy Caution)
- 1965 Bláznivý Petříček (Pierrot le fou)Graffiti inspirované Jean-Luc Godardem

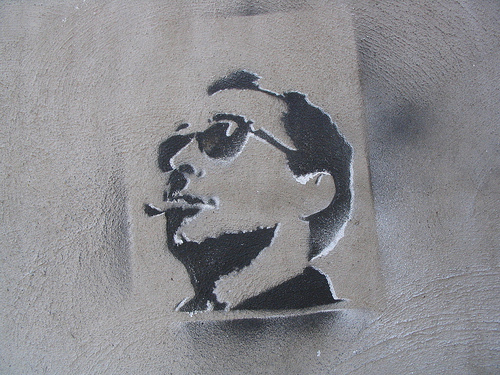
Graffiti inspirované Jean-Luc Godardem

- 1966 Masculin Féminin, 15 faits précis
- 1966 Made in U.S.A.
- 1966 Dvě nebo tři věci, které o ní vím (2 ou 3 choses que je sais d'elle)
- 1967 Číňanka (La Chinoise)
- 1967 Week End
- 1980 Zachraň si kdo můžeš (život) (Sauve qui peut (la vie))
- 1983 Křeštní jméno Carmen (Prénom Carmen)
- 1989–1998 Příběhy filmu (Histoire(s) du cinéma) - dokumentární cyklus
- 1993 Bohužel pro mne (Hélas pour moi)
- 2002 povídka Dans le noir du temps v projektu Dalších deset minut (Ten Minutes Older)Jean-Luc Godard na univerzitě v Berkeley v roce 1968
- 2004 Naše hudba (Notre musique)
- 2010 Socialismus

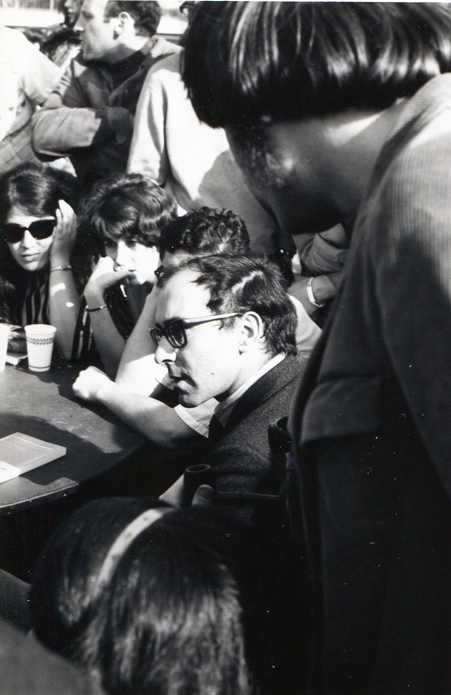
Jean-Luc Godard na univerzitě v Berkeley v roce 1968

- 2014 Sbohem jazyku (Au revoir au langage)
- 2018 Kniha obrazů (Le Livre d'image)
- 2024 Scénario – posmrtně dokončené dílo